# József Koszta
József Koszta (n. 27 martie 1861, Brașov – d. 29 iulie 1949, Budapesta) a fost un pictor maghiar. Și-a făcut studiile la Budapesta, Viena și München, avându-l drept profesor pe Gyula Benczúr. În perioada următoare a efectuat călătorii de studiu la Paris (1905-1907) și mai apoi la Roma (1910).